# Neues Kurhaus Aachen

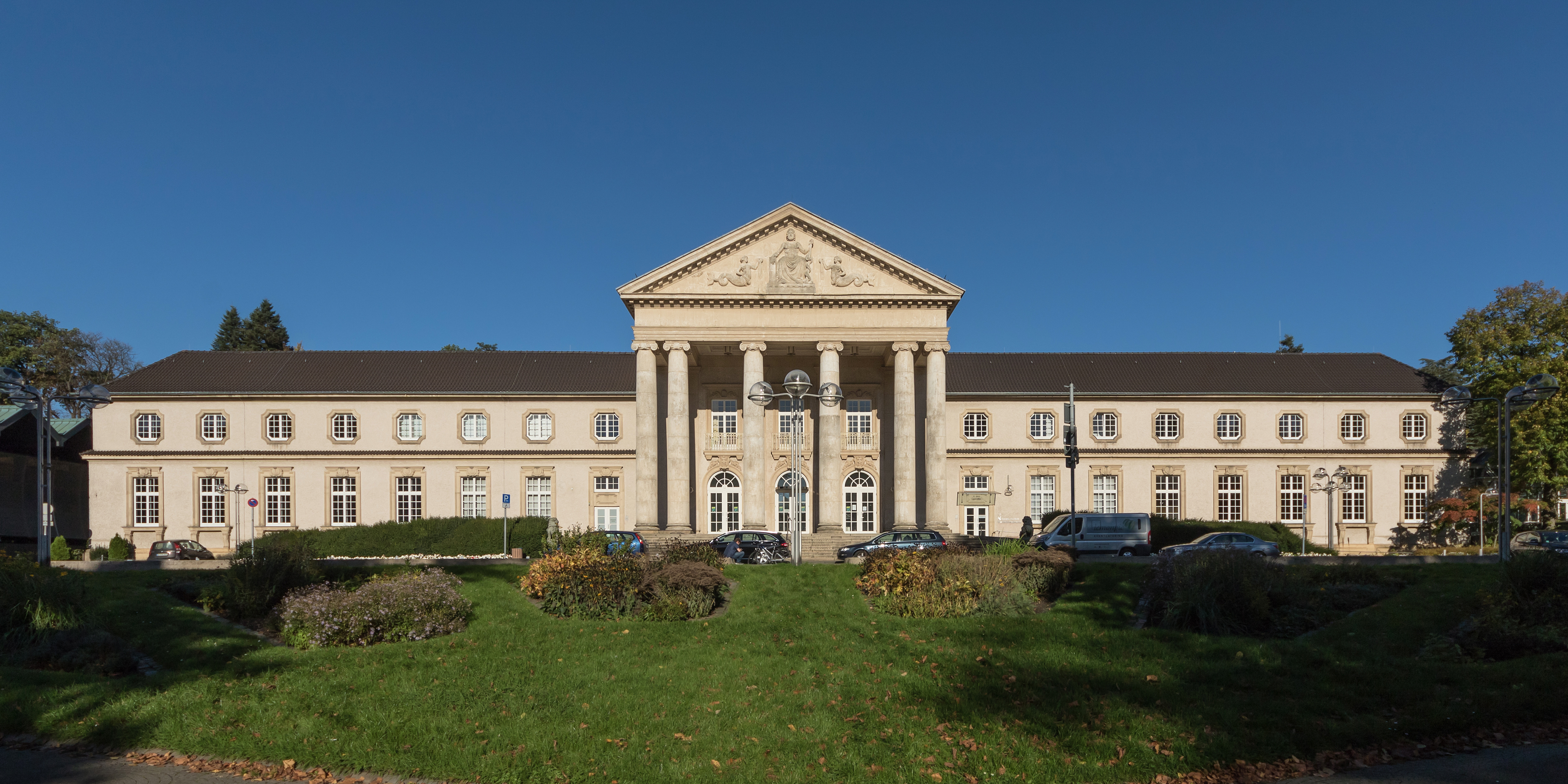
Das Neue Kurhaus in Aachen

Das Neue Kurhaus in Aachen, erbaut in den Jahren 1914 bis 1916, ist ein neoklassizistisches Gebäude in Aachen. Das Kurhaus liegt am Rande des Aachener Stadtgartens zur Monheimsallee und hat die Lagebezeichnung Monheimsallee 44. Das Bauwerk steht unter Denkmalschutz.

## Geschichte

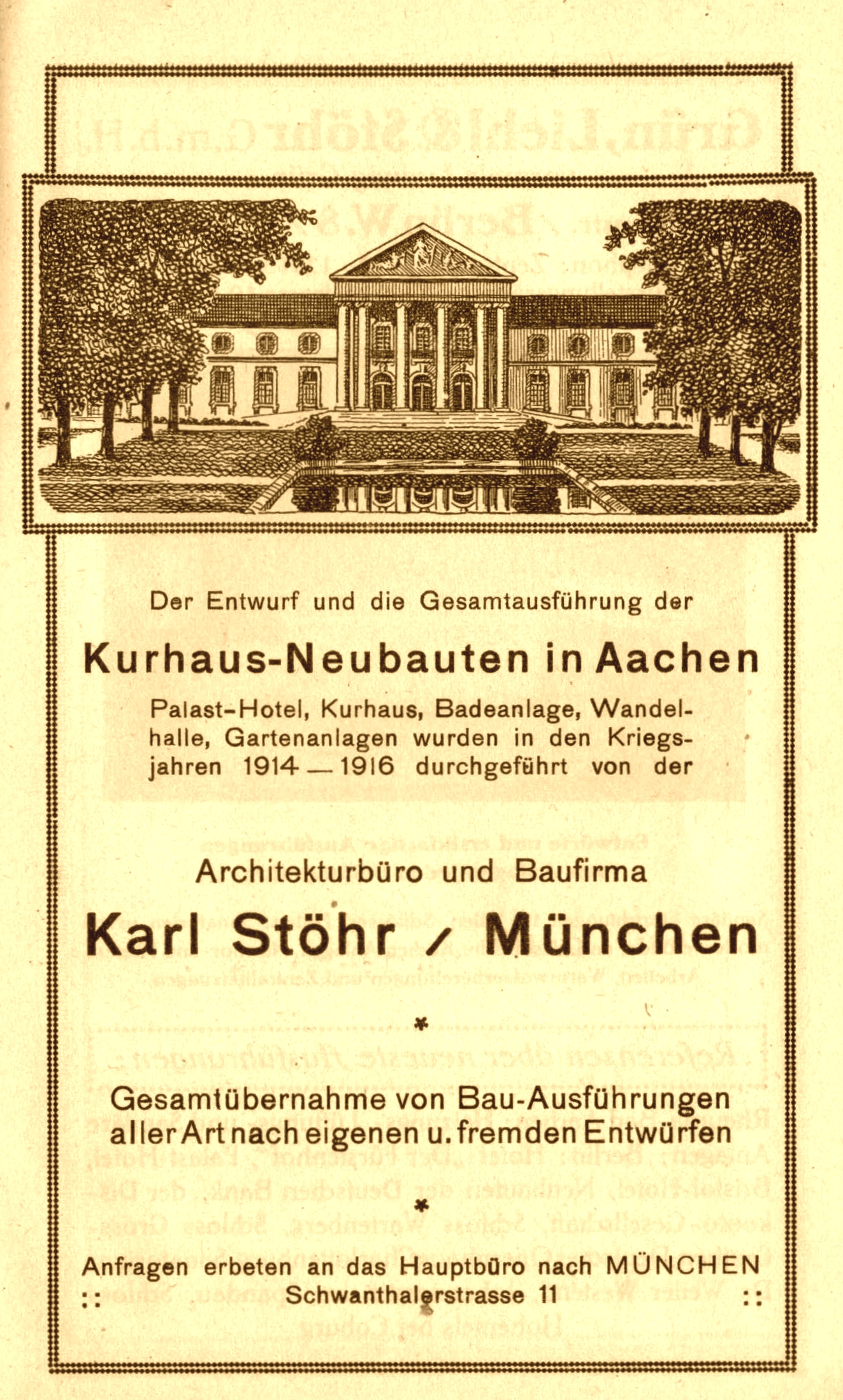
Anzeige des Architekturbüros Karl Stöhr

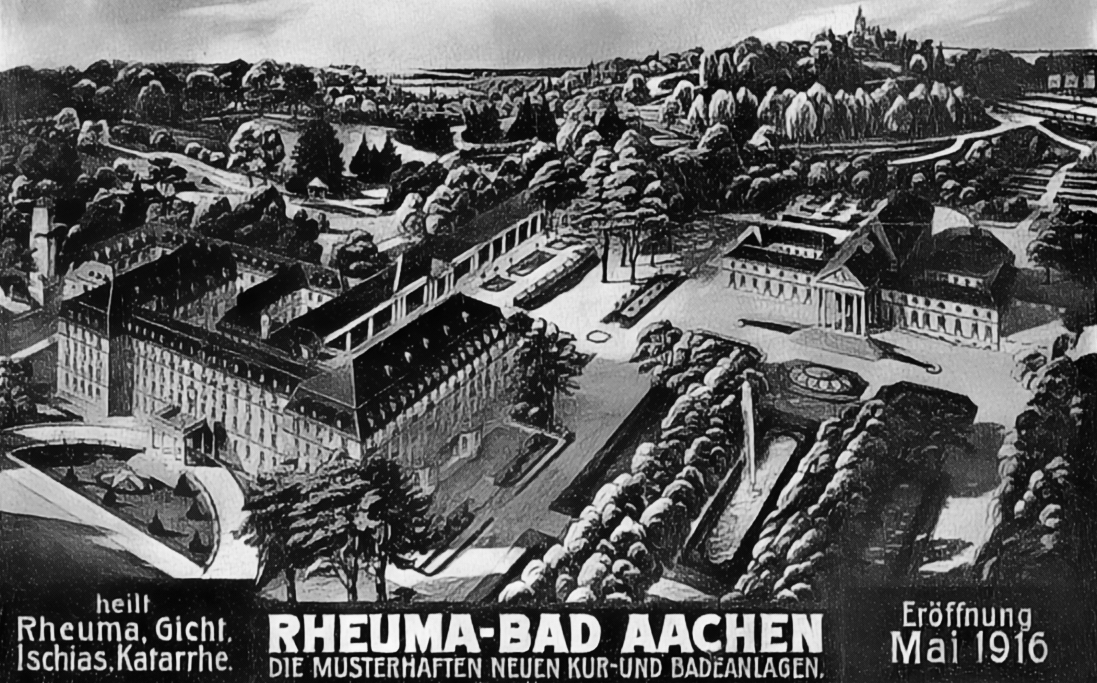
Anzeigenblatt zur Eröffnung der neuen Kuranlagen 1916

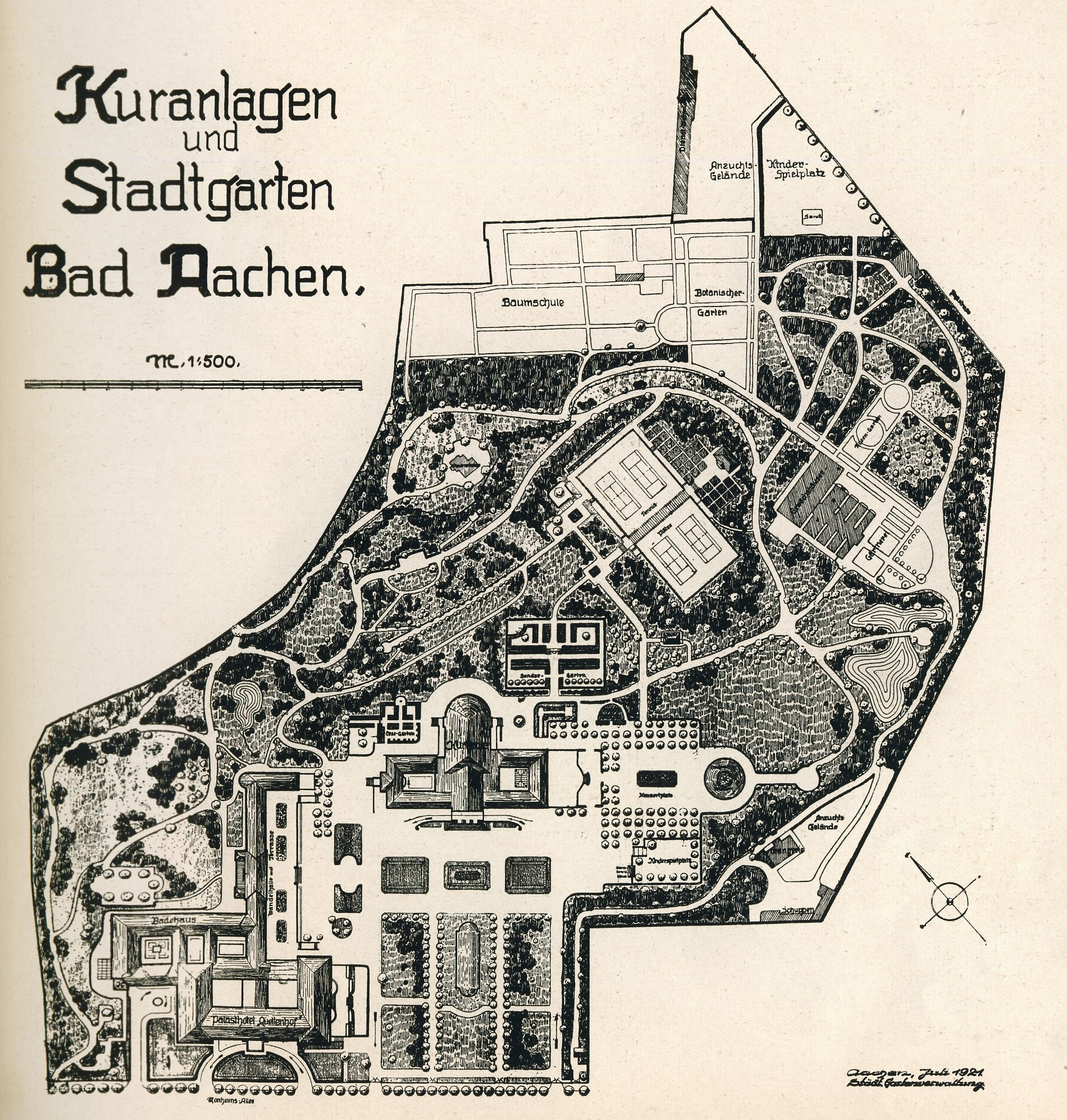
Stadtgartenplan mit Kurhaus, 1925

Die aufblühende industrielle Entwicklung behinderte ab der zweiten Hälfte des 19. Jahrhunderts zunehmend das Kurleben in Aachen. Die städtischen Kuranlagen waren über die Innenstadt verteilt und standen oft in unmittelbarer Nachbarschaft zu Fabrikgebäuden. Die Folge davon war ein Rückgang der Kurgäste, insbesondere aus der zahlungskräftigen Klientel. Bereits um die Wende zum 20. Jahrhundert suchte die Stadt nach Wegen, um den Kurbetrieb neu zu beleben. Man entschloss sich zum Neubau eines Kurhauses in der Nähe des Stadtzentrums auf dem Areal des damaligen Spitalsgarten am Fuß des Wingertsberges. Auf diesem Gelände befand sich seit 1855 das Maria-Hilf-Spital (Bauzeit 1848–1855), das auch noch zu Beginn des 20. Jahrhunderts mit 386 Betten zu den modernsten Krankenanstalten Aachens gehörte. Ende 1913 wurde das Maria-Hilf-Spital in das Josefinum an der Goethestraße verlegt. Vom 1. Februar 1914 bis 1. April 1914 brach man die Krankenhausgebäude ab, um Platz für das Neue Kurhaus zu schaffen.
Zur Bezeichnung Neues Kurhaus entschied man sich aufgrund der Traditionsfolge der bisherigen Kurhäuser in Aachen. Als erstes Kurhaus war im 18. Jahrhundert die Alte Redoute in der Komphausbadstraße 11 genutzt worden, die ab 1786 durch die Neue Redoute – heute besser bekannt als Altes Kurhaus – abgelöst worden war.
Die Stadt Aachen verpachtete das Gelände um den Stadtgarten an die 1914 gegründete Aktiengesellschaft für Kur- und Badebetrieb der Stadt Aachen. Die Planung für die gesamte Kuranlage an der Monheimsallee wurde von dem Münchner Architekten und Bauunternehmer Karl Stöhr aufgestellt, an der weiteren Ausarbeitung der Entwürfe war der renommierte Architekt und Hochschullehrer Theodor Fischer als Gutachter beteiligt.
Zu der gesamten Kuranlage gehörten:
- das Neue Kurhaus
- eine Wandelhalle mit Trinkbrunnen. Diese wurde im Zweiten Weltkrieg zerstört und nicht wieder aufgebaut. In den 70er Jahren entstand auf diesem Grundstück das Kongress- und Veranstaltungszentrum Eurogress Aachen, das am 4. September 1977 eingeweiht wurde.
- ein Kurmittelhaus
- das Palasthotel Quellenhof

Die Fertigstellung der Kuranlage war für den 1. Mai 1915 im Rahmen der Jahrhundertfeiern der Zugehörigkeit der Rheinprovinz zu Preußen vorgesehen. Aufgrund des Beginns des Ersten Weltkriegs und dem damit verbundenen Material- und Arbeitskräftemangel verzögerte sich die Fertigstellung um mehr als ein Jahr, so dass das Neue Kurhaus erst am 8. Juni 1916 eröffnet werden konnte. Im neu errichteten Kurhaus befanden sich zwei Konzertsäle, wobei der Große Konzertsaal bis zu 850 Besucher fassen konnte. Darüber hinaus verfügte das Gebäude über Lesesäle, Raucherzimmer, Gesellschafts- und Spielräume sowie über zwei Frauensäle. Zu den gastronomischen Einrichtungen gehörten ein Speisesaal sowie ein Weinsalon und mehrere Kaffeeräume. Einer von ihnen führte auf eine zweistufige, elektrisch beleuchtete Wein- und Bierterrasse, die zum Konzertplatz hin geöffnet war.
Während des Zweiten Weltkriegs wurde das Gebäude schwer beschädigt. Nach der Wiederherstellung erfolgte am 5. Februar 1953 die Wiedereröffnung mit einer Karnevalssitzung. Das Haus war seitdem Veranstaltungsort für Konzerte und Karnevalsevents, u. a. dem Orden wider den tierischen Ernst, bis 1976 die neu gegründete Spielbank Aachen sowie die Diskothek Club Zero einzog und bis 2015 dort blieb.
Als feststand, dass das Gebäude grundlegend saniert werden muss, verlegte die Spielbank am 11. Juni 2015 ihren Sitz aus dem Neuen Kurhaus ins Tivoli-Gebäude. Der Umzug war zunächst nur vorübergehend geplant, bis die Sanierung des Gebäudes abgeschlossen war. In einer Übergangszeit sollte das Neue Kurhaus bis zum Sommer 2017 zur Unterbringung von Flüchtlingen genutzt werden. Duschen und Toiletten wurden eingebaut und Feldbetten aufgestellt, die dann aber doch nicht mehr benötigt wurden. Bis 2020 soll nun das Gebäude entkernt und saniert werden. In der Folge verhandelte die Stadt mit mehreren potentiellen Nutzern. Zunächst gab es Pläne mit dem Varieté-Betreiber GOP. Dann plante der Unternehmen EXPLORADO nach dem Umbau im rechten Gebäudeflügel ein Eventmuseum mit einer Kopie des Deckenfreskos der Sixtinischen Kapelle von Michelangelo als multimediale Installation, während im linken Flügel wieder das Casino untergebracht werden sollte.
2018 zeichnete sich ab, dass die Sanierungskosten erheblich höher sein würden, als die zunächst kalkulierten ca. 20 Mio. Euro. In der Folge wurden die Verhandlungen mit den potenziellen Nutzern beendet. Auch das Casino wurde von der Verpflichtung entbunden, nach der Sanierung wieder in das Neue Kurhaus einzuziehen. Seitdem verfolgt die Stadt Aachen eine Planung, die eine überwiegende Nutzung durch das benachbarte Kongresszentrum Eurogress vorsieht. Die Kosten für die Sanierung und die notwendigen Ausstattungen wurden Mitte 2019 auf ca. 50 Mio. Euro kalkuliert. Die Investition ist wegen ihrer Höhe politisch umstritten. CDU, SPD, Die Linke und FDP im Stadtrat unterstützen sie, Grüne und Piraten lehnen sie ab.

## Architektur
Das Neue Kurhaus ist ein zweigeschossiges Gebäude. Als Haupteingang dienen hinter dem Säulenvorbau drei rundbogige Fenstertüren. Über diesen sind im Obergeschoss rechteckige Fenstertüren mit französischen Balkonen angeordnet. Die sich an den Portikus anschließenden Flügel des Gebäudes verfügen jeweils über acht Fensterachsen, das Obergeschoss ist bei diesen mezzaninartig gestaltet mit kleineren oktogonalen Fenstern. Der Schmuck der unteren Fensterbekrönungen besteht abwechselnd aus Ähren, Vogel- und Fischmotiven in paarweiser Anordnung. Am letzten linksseitigen Schmuck ist eine Rekonstruktion eines stilisierten Delphinpaars zu erkennen.
Der Portikus des Haupteinganges wird von sechs Säulen getragen, deren Kapitellvorderseite ein Muschelmotiv zwischen zwei seitlich stilisierten Voluten ziert. Im Tympanonfeld des Portikus stellen Reliefs den thronenden Äskulap mit Stab und Äskulapnatter, flankiert von zwei Nereiden, die je aus einer Muschel Wasser herabfließen lassen, dar. Fischer wählte für das Bildprogramm das naheliegende Thema Wasser, personifiziert durch Gestalten der griechischen Sagenwelt. Eine Treppe mit 11 Stufen, einem modernen mittig angeordneten doppelläufigen Handlauf und zwei Rampen führen zum Haupteingang, den ein bärtiger Kopf schmückt, die beiden Seiteneingänge weisen weibliche Köpfe auf.
Hinter dem Giebel des Portikus erstreckt sich ein langer Gebäudetrakt mit Satteldach, der in einen großen apsidialen Saalbau übergeht. Das große Vestibül verfügte über ein großes Tonnengewölbe und eine umlaufende Gemäldegalerie, die von Künstlern des Düsseldorfer Kunstvereins bestückt wurde. An den Stirnseiten des Tonnengewölbes wurden Standbilder von Karl dem Großen und Wilhelm II. angebracht. Der Festsaal dieser Raumfolge verfügte 850 Sitzplätze. An den Seiten des Saalbaues befinden sich hinter den beiden Flügelbauten der Hauptfassade die beiden Binnenhöfe. Sie sind nicht gleich gestaltet. Der von der Monheimsallee aus gesehen rechte Binnenhof ist größer als der linke Hof, Letzterer hat hingegen einen im Vergleich langrechteckigen Grundriss.
Die Ostseite des Kurhauskomplexes ging in Terrassen und einem Konzertplatz mit Leuchtfontäne in den Stadtgarten über. Bewachsene Pergolen schmückten das Gelände.

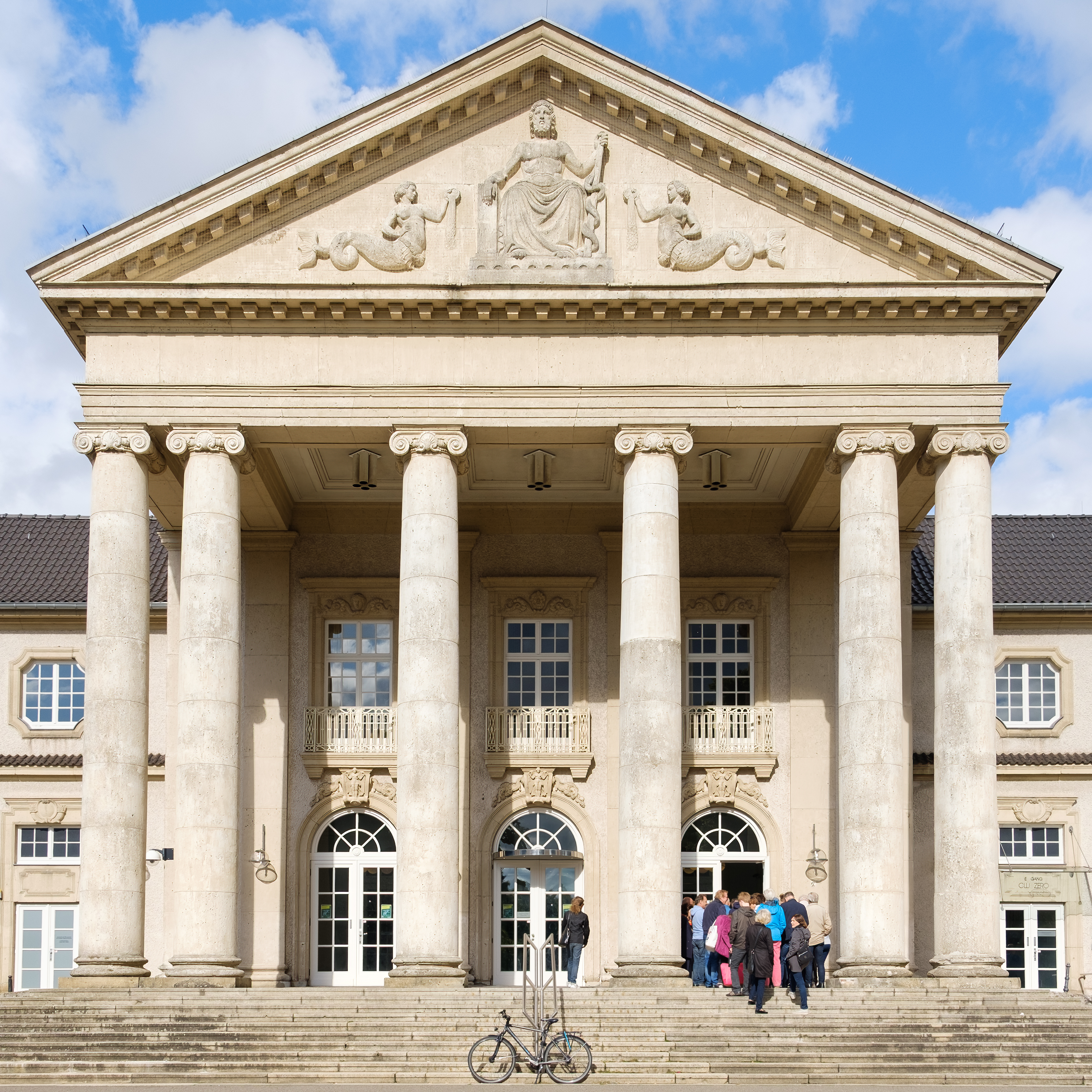
Portikus
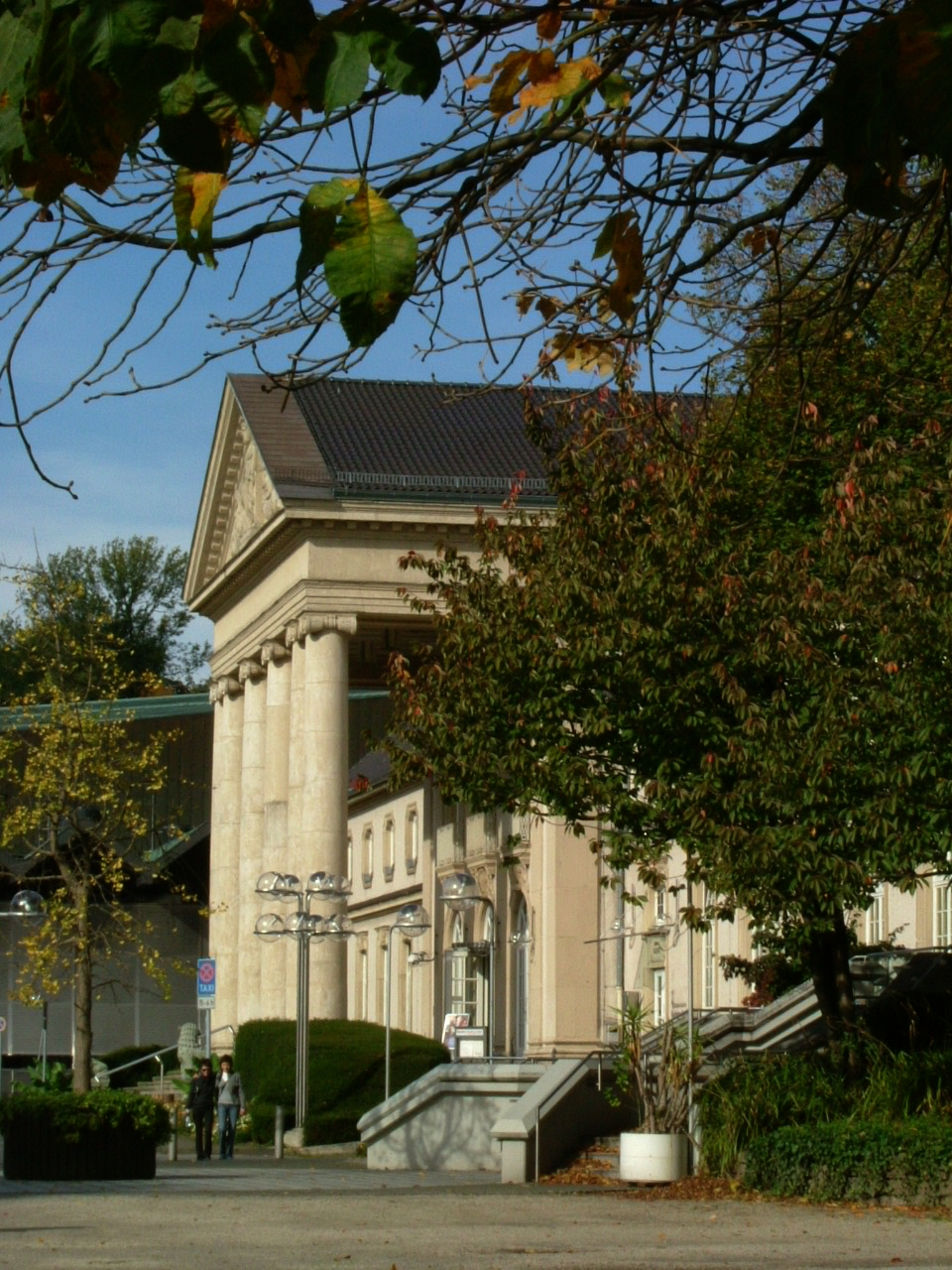
Portikus aus seitlicher Sicht
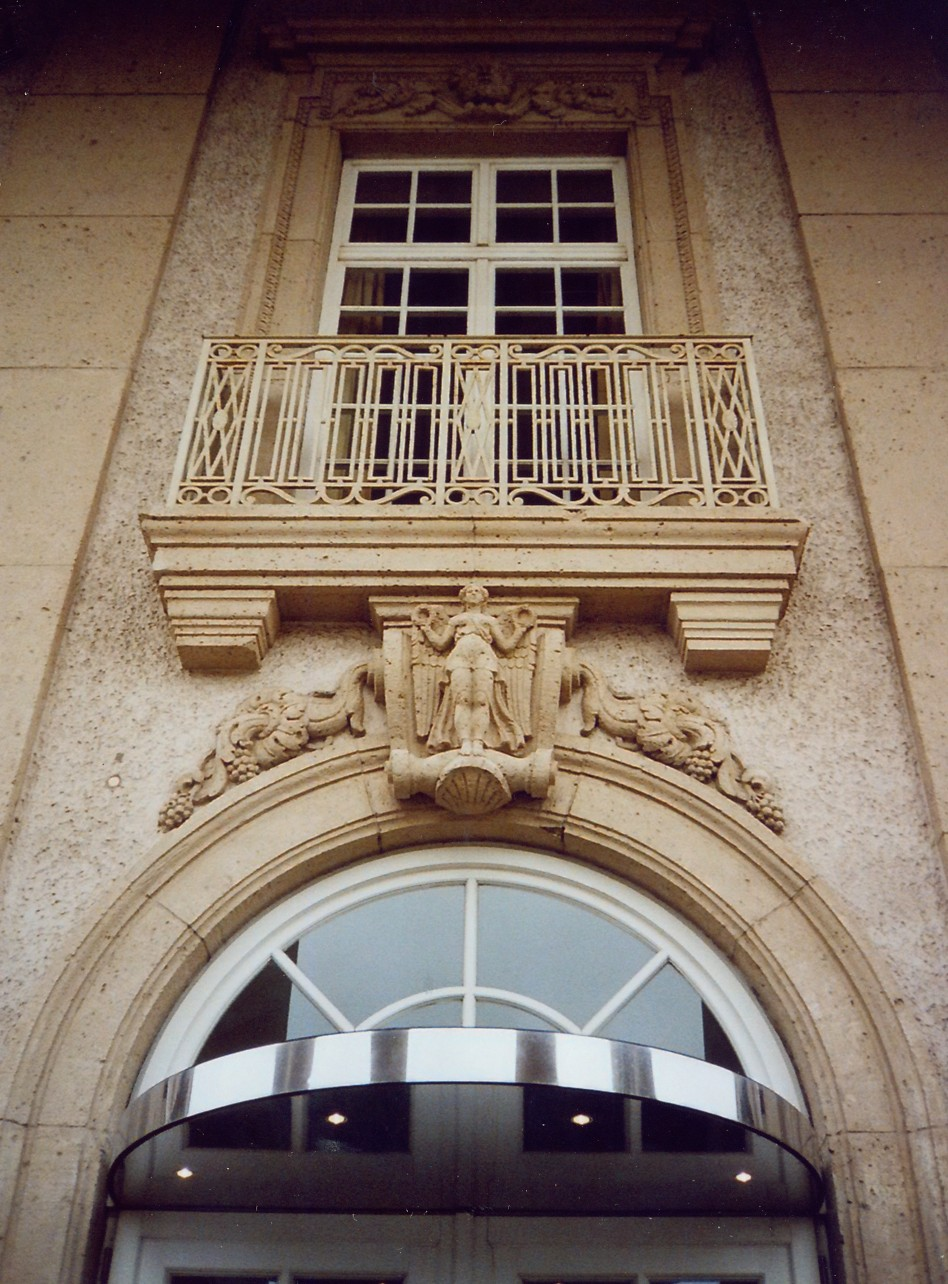
Detail Haupteingang
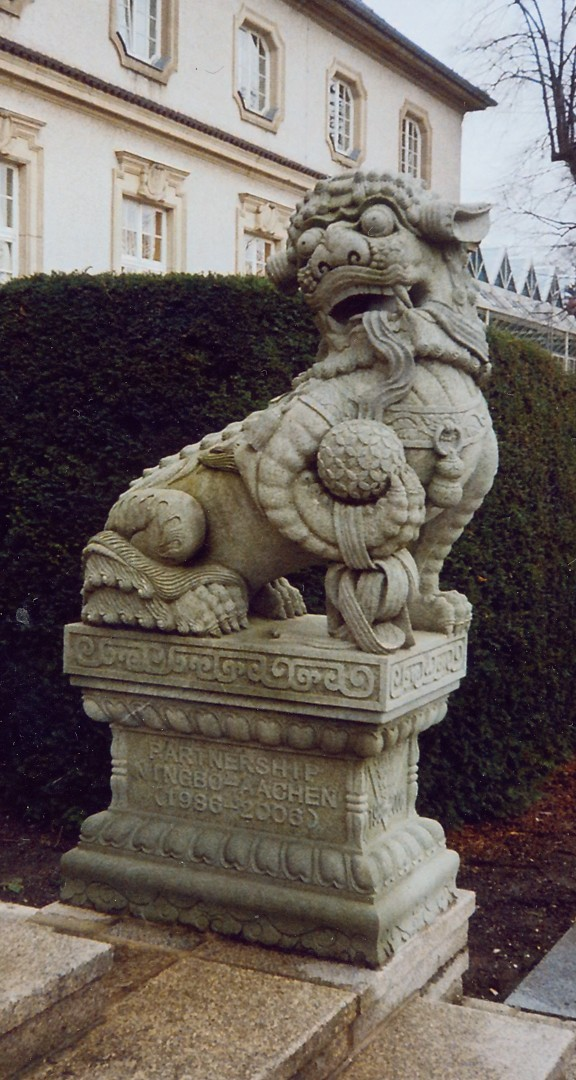
Ningbo-Figur
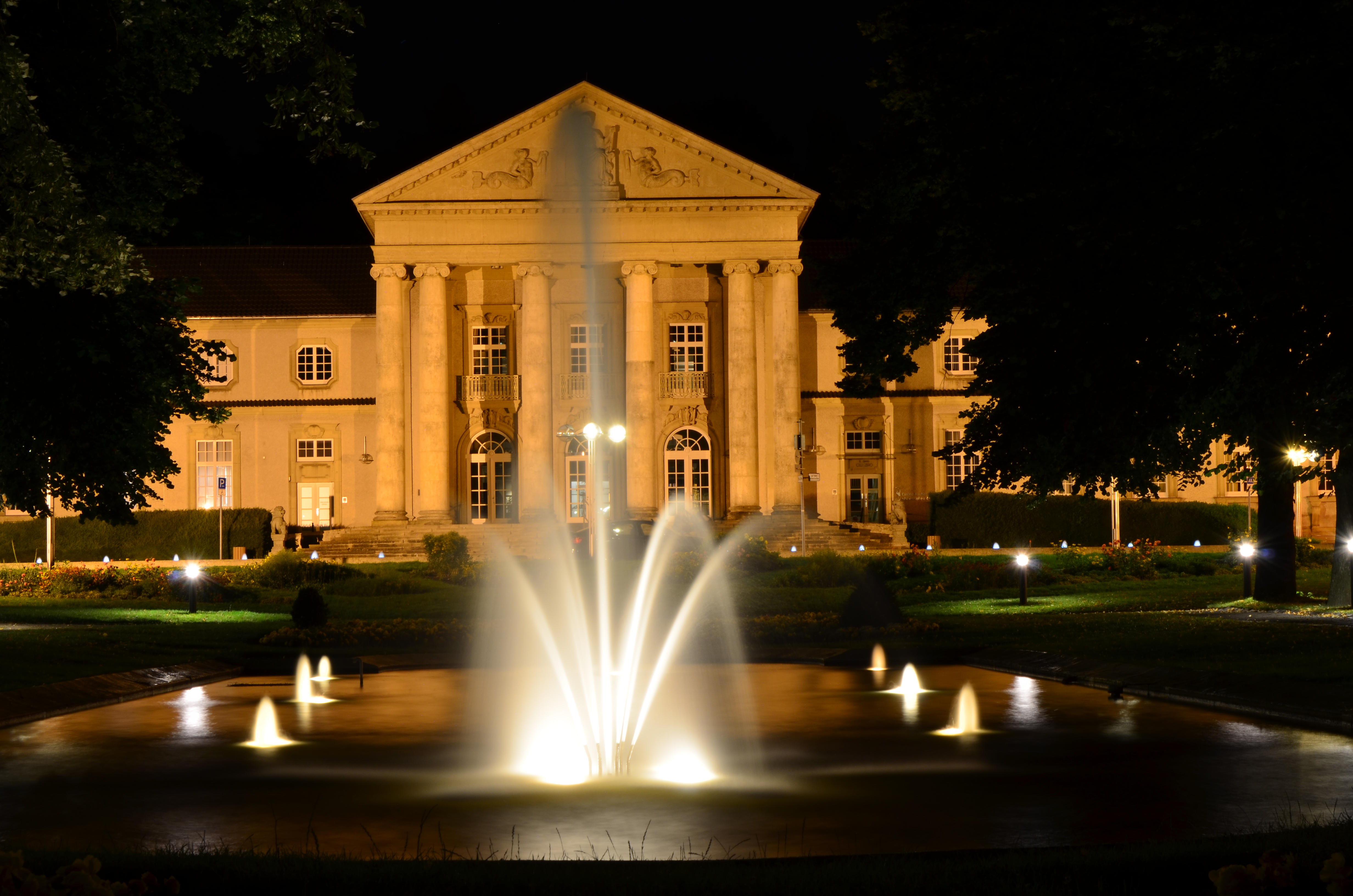
Kurhaus bei Nacht

Historische Aufnahmen
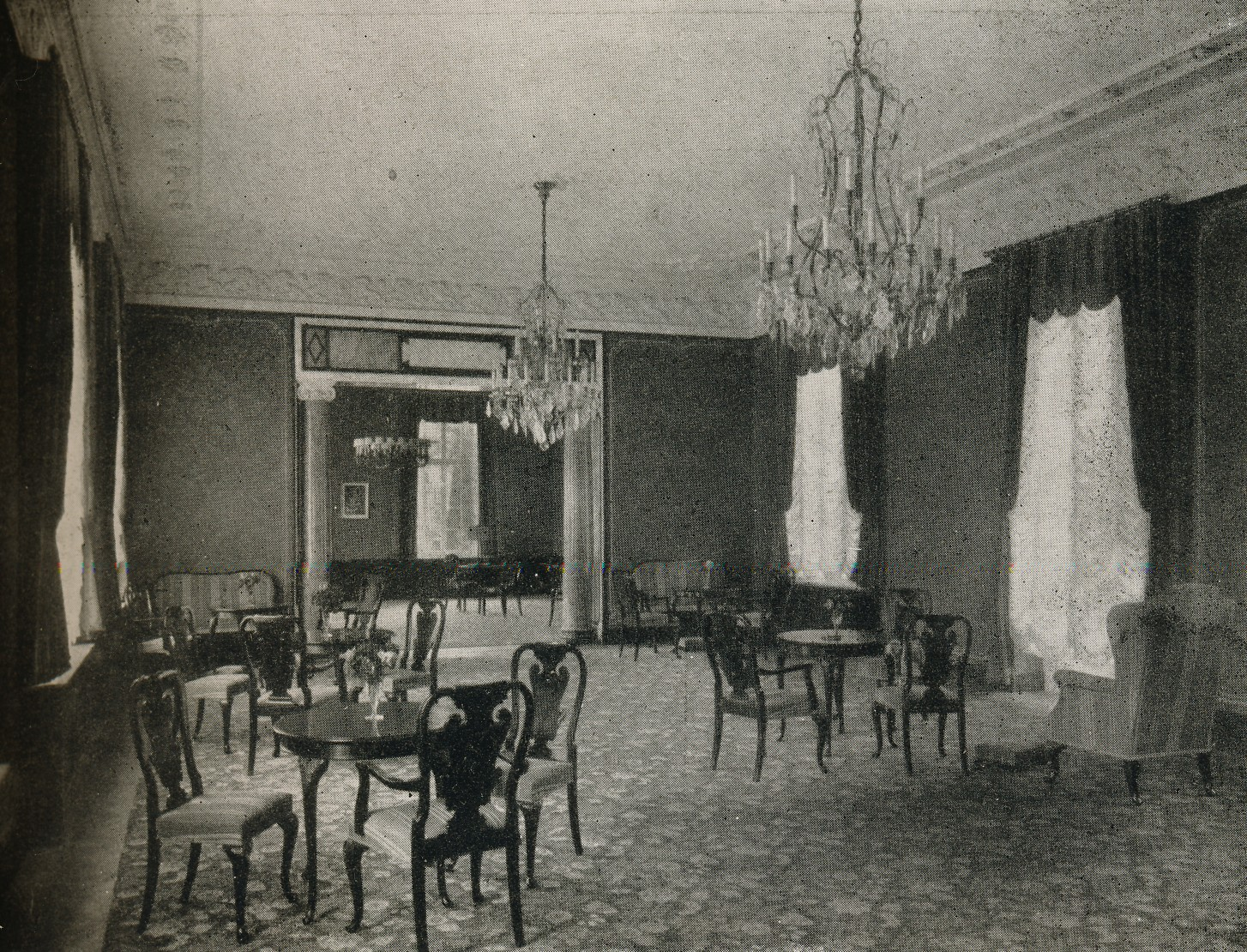
Konversationssaal
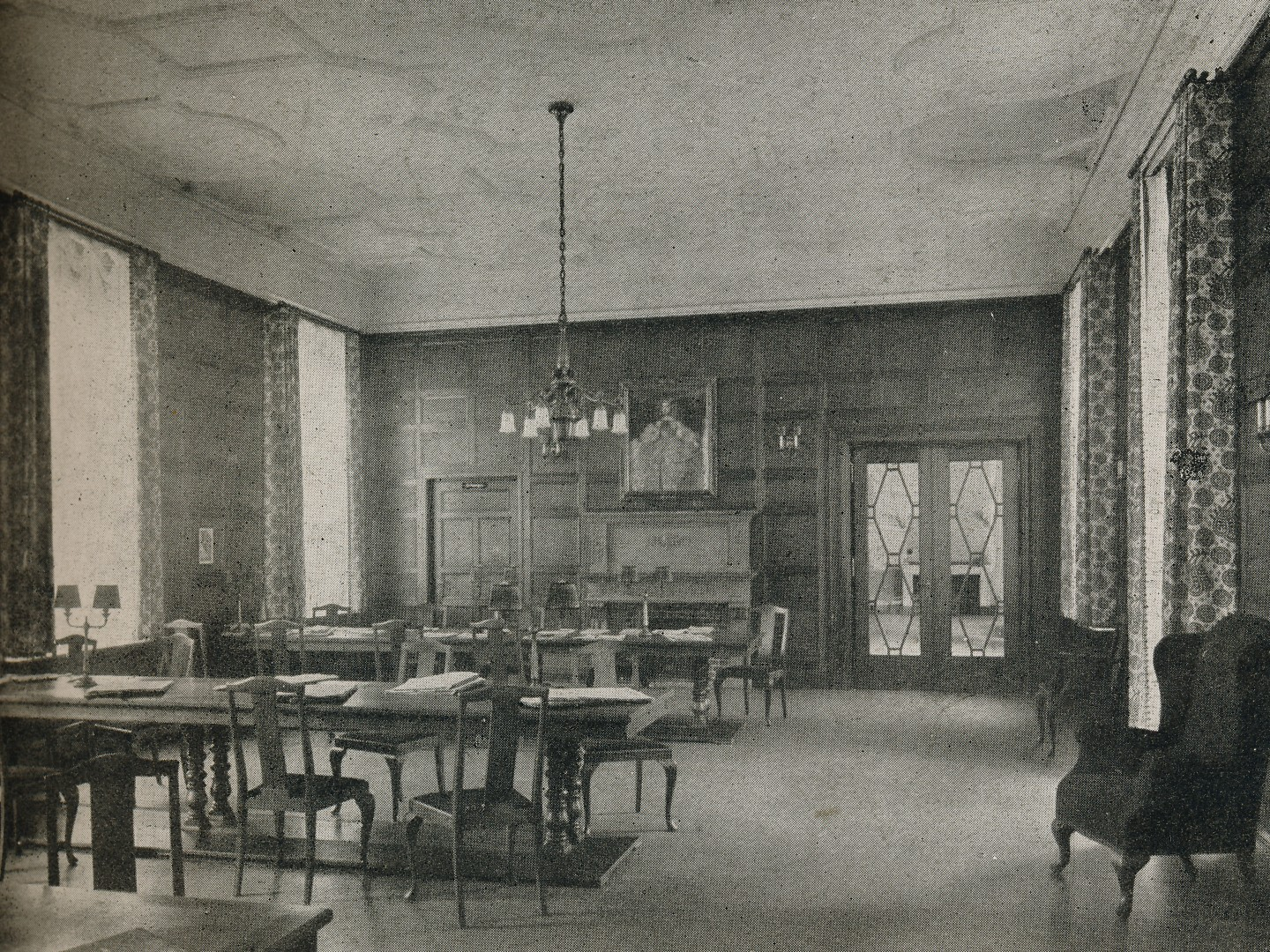
Lesezimmer
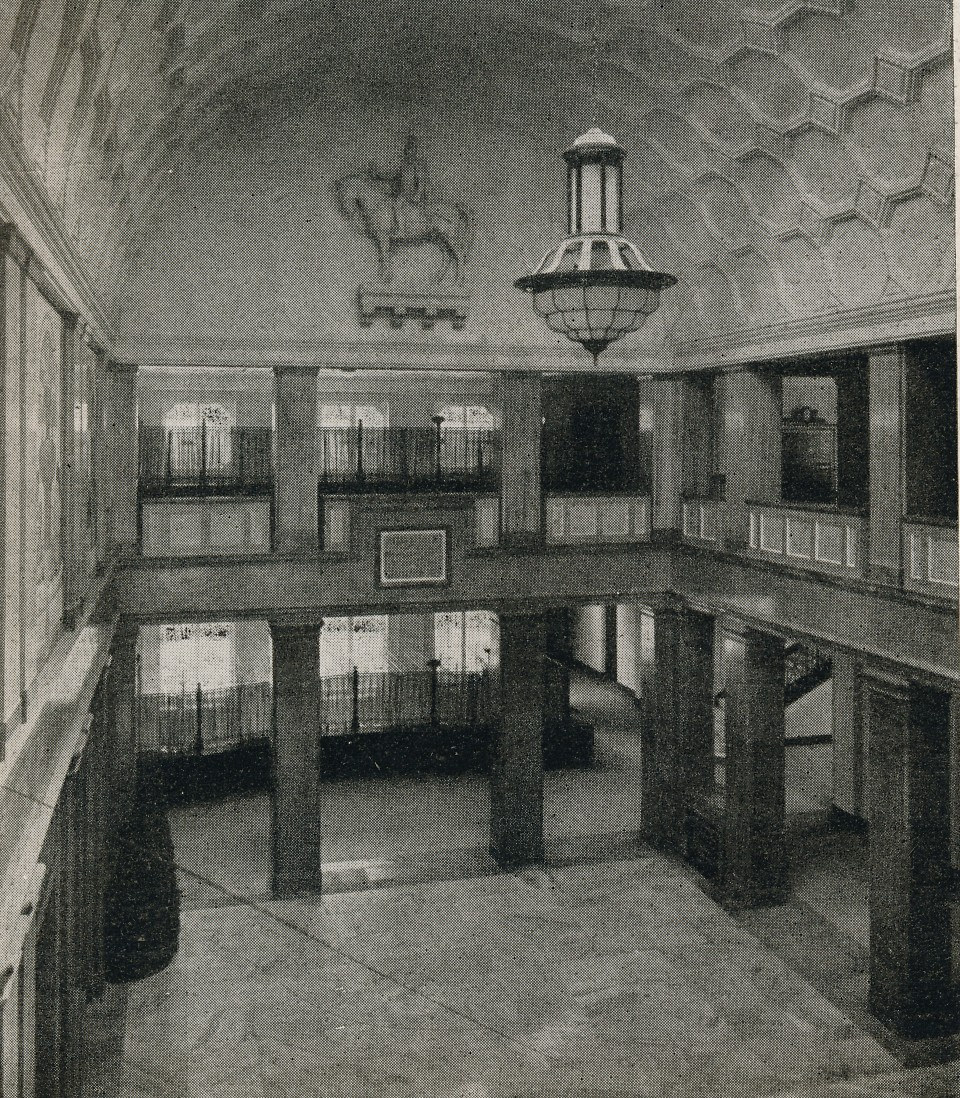
Eingangshalle
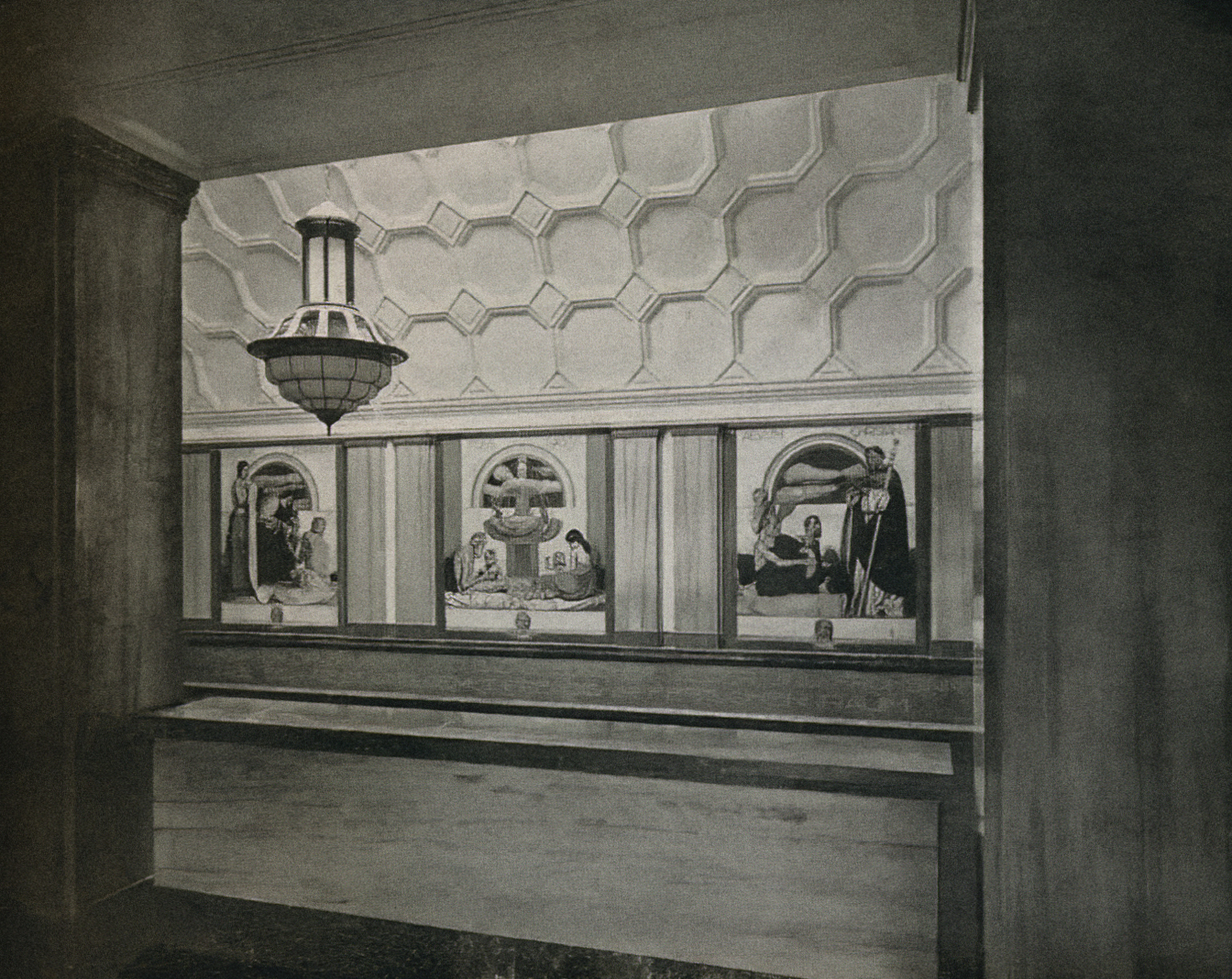
Mosaik
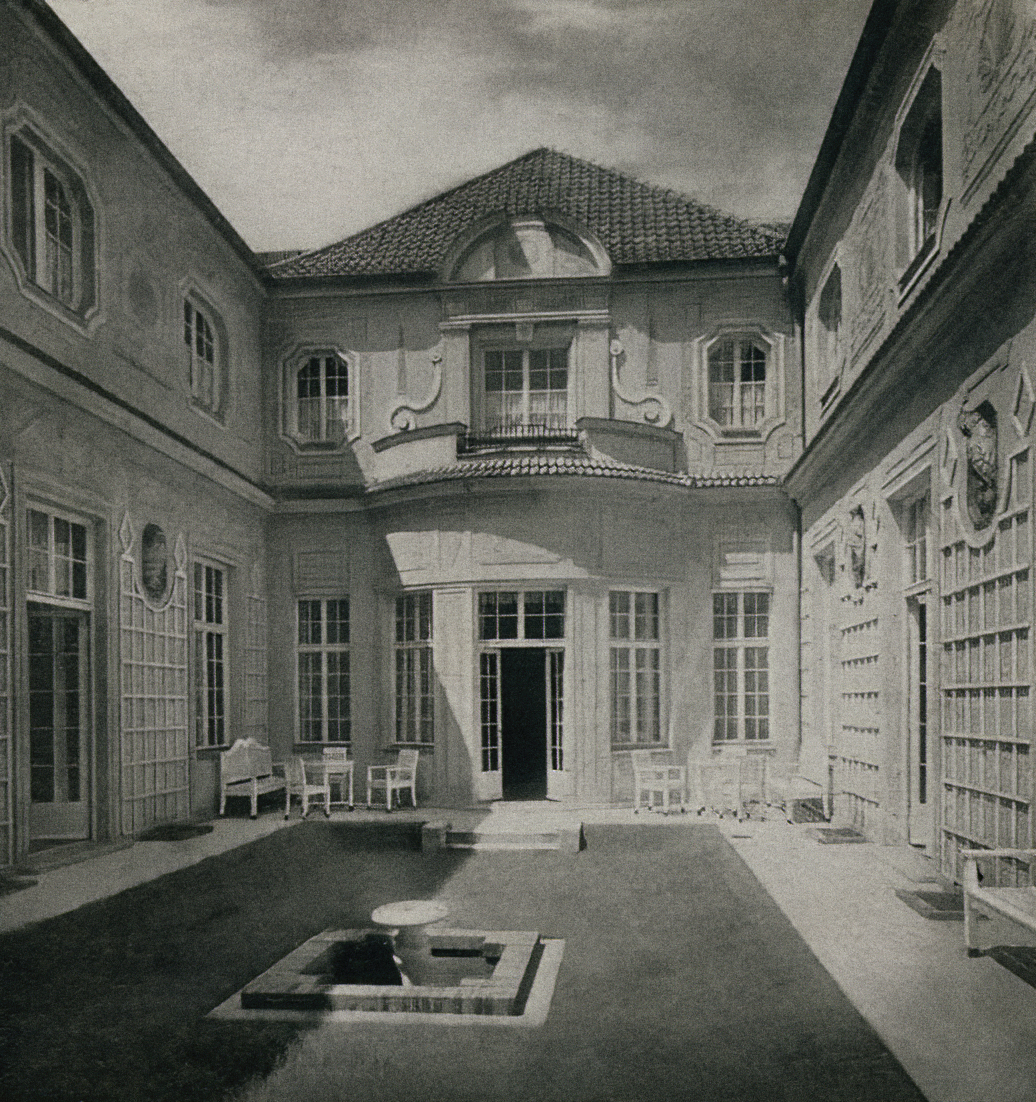
Innenhof
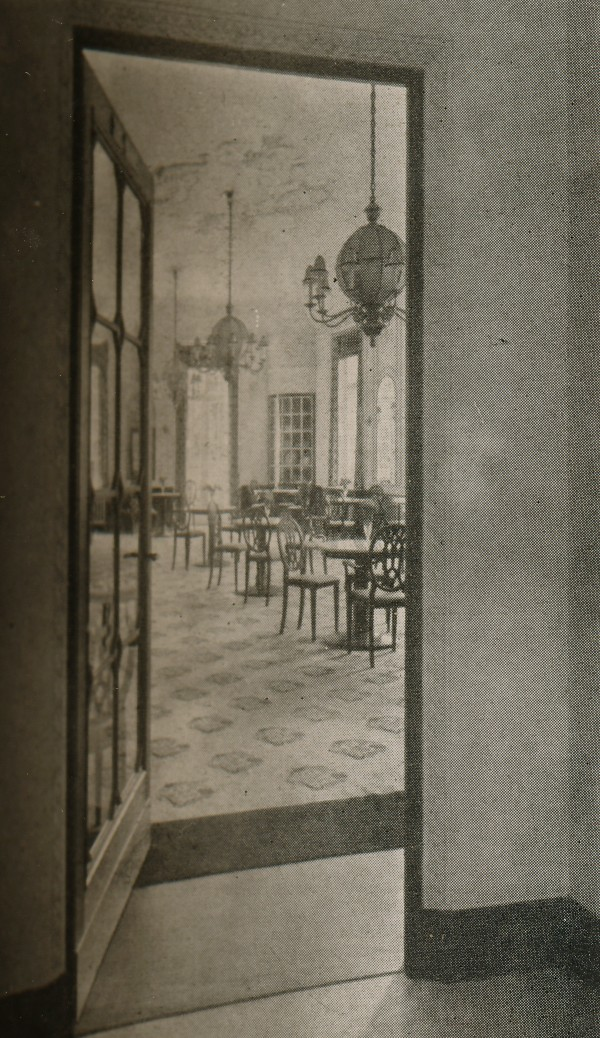
Blick in die Konditorei
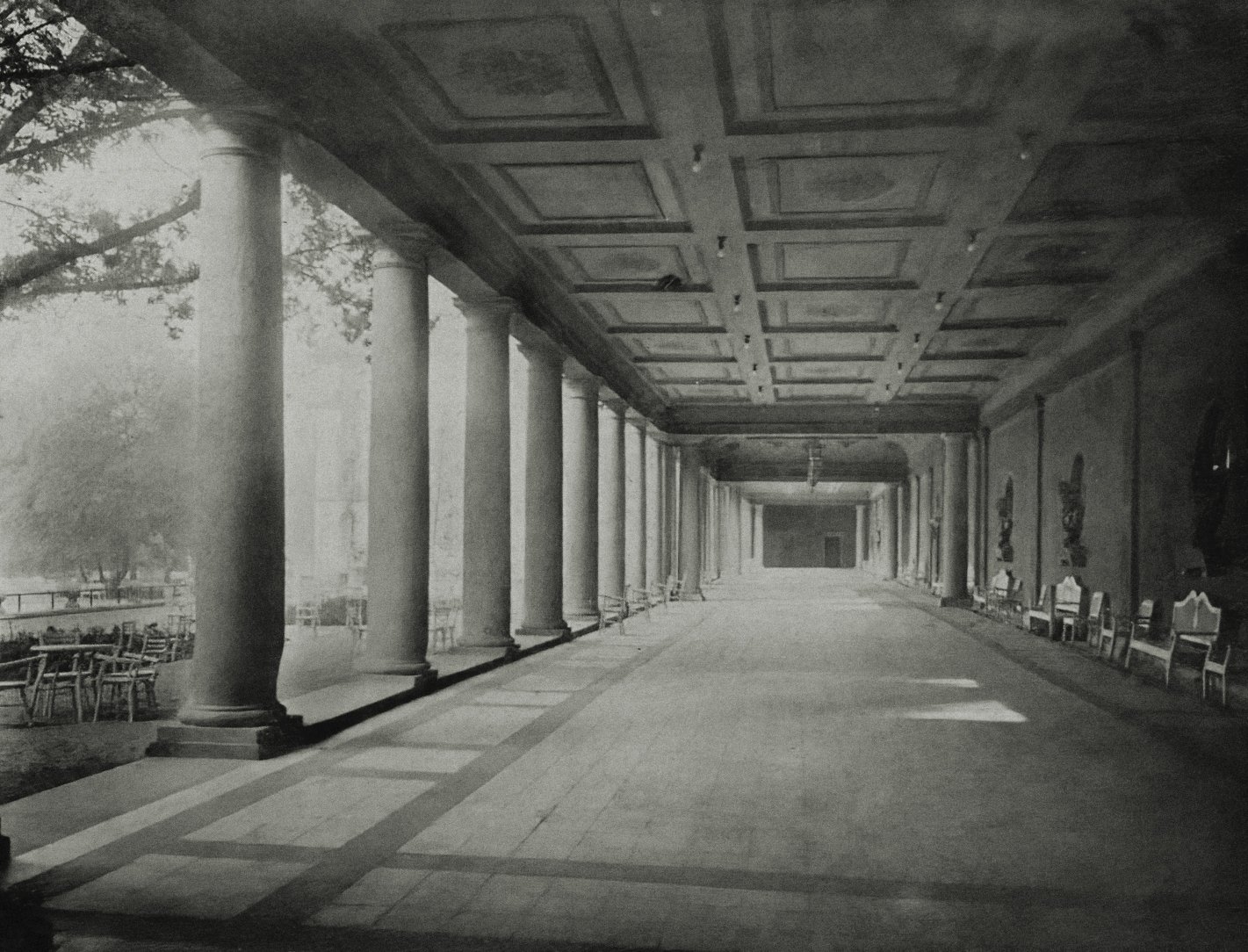
Wandelhalle
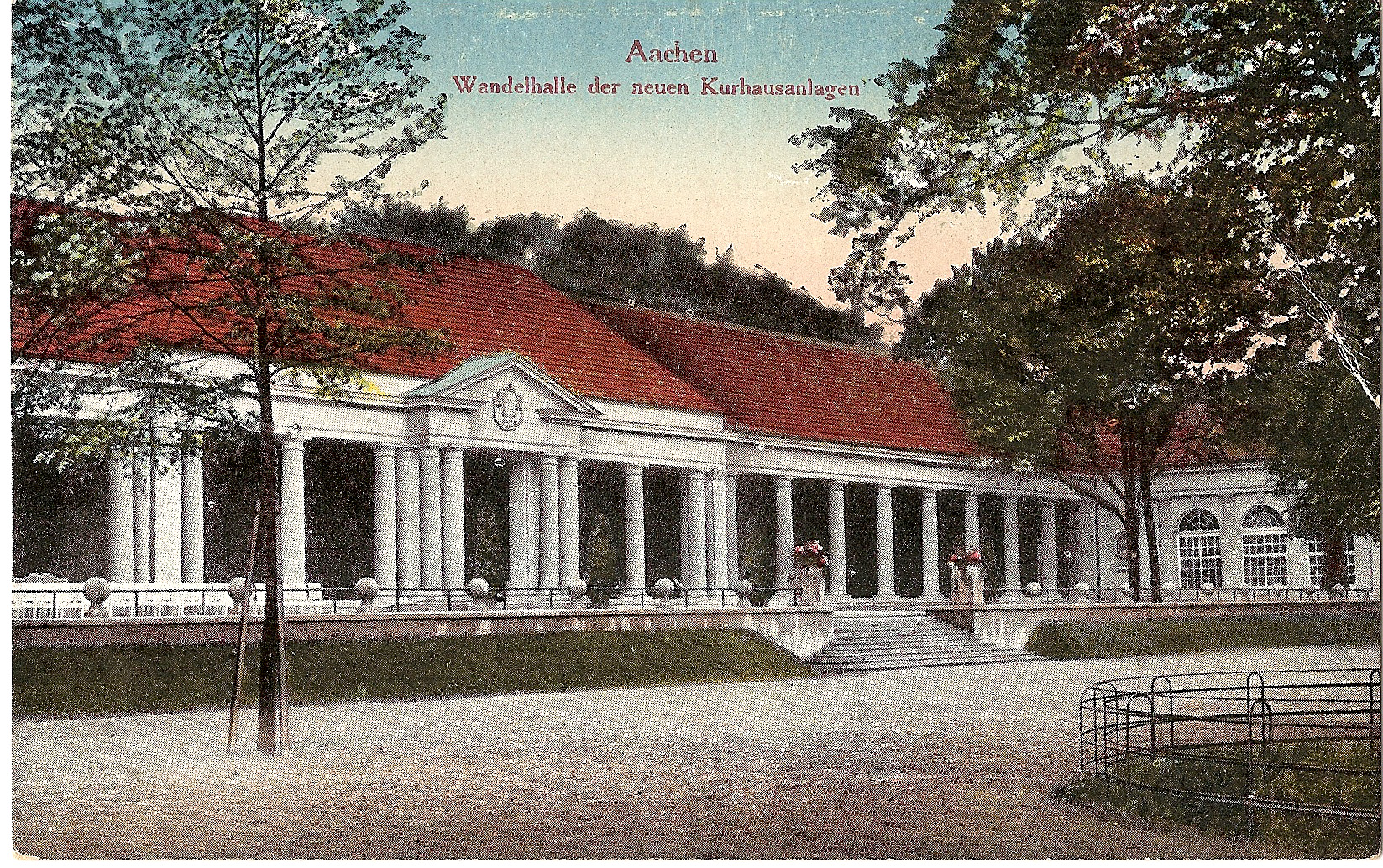
Wandelhalle

## Benachbarte Kuranlagen
An der Westseite folgte, im rechten Winkel angeordnet, die neoklassizistische Wandelhalle mit einem Thermaltrinkbrunnen aus Marmor an deren nördlichen Ende. Westlich davon schließt sich das neoklassizistische Palasthotel Quellenhof an.
Die Thermalwasser-Badehalle des Quellenhof wurde seit 1936 von der Rosenquelle in der Komphausbadstraße in der Aachener Innenstadt gespeist. Das 47 °C heiße Thermalwasser wurde über eine unterirdische Leitung zum Quellenhof und zur Wandelhalle geleitet. Heute versorgt die Rosenquelle die Carolus Thermen.
Direkt neben dem Neuen Kurhaus befindet sich ein Musikpavillon, der früher in der Kursaison zu täglichen Kurkonzerten genutzt wurde. Heute finden hier nur noch selten Veranstaltungen statt.
Die Benutzung der Kuranlagen war kostenpflichtig. Eintrittsgelder oder Kurtaxen wurden an kleinen Kassenhäuschen an verschiedenen Eingängen des Parks erhoben. Der Kurpark war durch einen Zaun vom Stadtpark getrennt.